# Jefferson Park (parc de Chicago)
Pour les articles homonymes, voir Jefferson.
Jefferson Park est un parc de 2,8 hectares situé au 4822 N. Long Avenue dans le secteur de Jefferson Park, un quartier du nord-est de la ville de Chicago, dans l'État de l'Illinois, aux États-Unis. Le 8 août 2006, le parc a été inscrit sur le prestigieux Registre national des lieux historiques (National Register of Historic Places ; NRHP) par le National Park Service.
Entretenu par le Chicago Park District, Jefferson Park est équipé de plusieurs terrains de sport, dont un terrain de baseball, un terrain de football, trois courts de tennis, une aire de jeux pour les enfants et un bassin d'eau comprenant une piscine extérieure.

## Historique
Jefferson Park, officiellement connu sous le nom de « Thomas Jefferson Memorial Park » dans sa forme longue, fut nommé en l'honneur de Thomas Jefferson (1743-1826), principal rédacteur de la Déclaration d'indépendance des États-Unis en 1776 et troisième président des États-Unis (1801-1809). Pendant longtemps, le parc fut simplement appelé « Jefferson Park », jusqu'à ce qu'il reçut la désignation de parc commémoratif en juin 1999 pour le distinguer d'un autre parc de la ville de Chicago portant le même nom.
Jefferson Park est à l'origine de la création du « district des parcs de Jefferson » (Jefferson Park District), qui fut l'une des 22 commissions des parcs de la ville de Chicago avant qu'elles ne fusionnent en 1934 pour ne former qu'une seule entité : le Chicago Park District. Fondé en 1920, le Jefferson Park District eut pour mission de promouvoir la création de plusieurs parcs et espaces verts dans les secteurs nord-ouest de la ville de Chicago afin que le North Side devint plus attrayant pour ses habitants et connaisse un accroissement démographique plus rapide. Situé sur le site de l'ancienne ferme de Esdohr, l'acquisition des terres pour construire Jefferson Park commença en 1921 et se poursuivit jusqu'en 1929. En 1930, la commission du Jefferson Park District fit appel à l'architecte Clarence Hatzfeld pour la construction d'un terrain d'athlétisme et d'un complexe sportif à l'intérieur du parc.

## Équipements
Jefferson Park, situé entre Long Avenue et Higgins Avenue, dans le sud du secteur de Jefferson Park, offre aux habitants de nombreuses activités de plein air toute l'année. Équipé de deux terrains de baseball, d'un terrain de football (soccer), de trois courts de tennis, d'un terrain de jeux pour les enfants, d'une piscine à jets et d'une piscine extérieure. Chaque été, des centaines de résidents se promènent dans le parc pour assister au « Jeff Fest », un festival communautaire en plein air parrainé par la chambre de commerce de Jefferson Park, mettant en vedette des spécialités culinaires de Chicago et des groupes de musique locaux.
Le Citywide Orchestra, composé uniquement de bénévoles, s'exerce à Jefferson Park et donne des concerts saisonniers pour les résidents du quartier. Le tumbling et la gymnastique restent les piliers de Jefferson Park, et ses équipes ont remporté de nombreux prix lors de compétitions à l'échelle de la ville.